# Zoé (Grèce antique)
Pour les articles homonymes, voir Zoé.

Les Grecs n’avaient pas un terme unique pour exprimer ce que nous entendons par le mot vie. Ils utilisaient deux termes sémantiquement et morphologiquement distincts :
- Zoé ou zoï (ζωή), qui exprimait le simple fait de vivre commun à tous les êtres animés (animaux, hommes ou dieux).
- Bios (βίος) signifiait la forme ou la manière de vivre propre d’un être singulier ou d’un groupe (vivant, mais indifféremment animé ou non).